# Cravont Charleston
Cravont Charleston (* 2. Januar 1998 in Charlotte, North Carolina) ist ein US-amerikanischer Leichtathlet, der sich auf den Sprint spezialisiert hat.

## Sportliche Laufbahn
Cravont Charleston studierte an der North Carolina State University und startete 2017 bei den U20-Panamerikameisterschaften in Trujillo und gewann dort mit der US-amerikanischen 4-mal-100-Meter-Staffel in 39,33 s die Goldmedaille. 2022 wurde er bei der Golden Gala Pietro Mennea in 10,17 s Dritter im 100-Meter-Lauf und im Jahr darauf siegte er in 9,95 s bei den Paavo Nurmi Games sowie in 9,90 s bei den Kuortane Games. Im August schied er bei den Weltmeisterschaften in Budapest mit 10,18 s in der ersten Runde aus.
2023 wurde Charleston US-amerikanischer Meister im 100-Meter-Lauf.

## Persönliche Bestzeiten
- 100 Meter: 9,90 s (+0,9 m/s), 17. Juni 2023 in Kuortane
  - 60 Meter (Halle): 6,52 s, 17. Februar 2022 in Liévin
- 200 Meter: 20,16 s (+1,6 m/s), 29. April 2021 in Jacksonville